# Archaralites zherichini
Archaralites zherichini (лат.) — ископаемый вид жуков-долгоносиков (Molytinae). Обнаружен в Амурской области (Архаринский район) в отложениях, датируемых верхним мелом-палеоценом. Длина сохранившейся части тела около 4 мм (метаторакс и брюшко). Метаторакс выпуклый с грубой и плотной пунктировкой. От близкого рода Gyrbykana Zherikhin, 1993 отличается более крупными размерами тела, плотной пунктировкой и выпуклой грудью. Вид был назван в честь энтомолога и палеонтолога В. В. Жерихина.